# هابو (شهر)

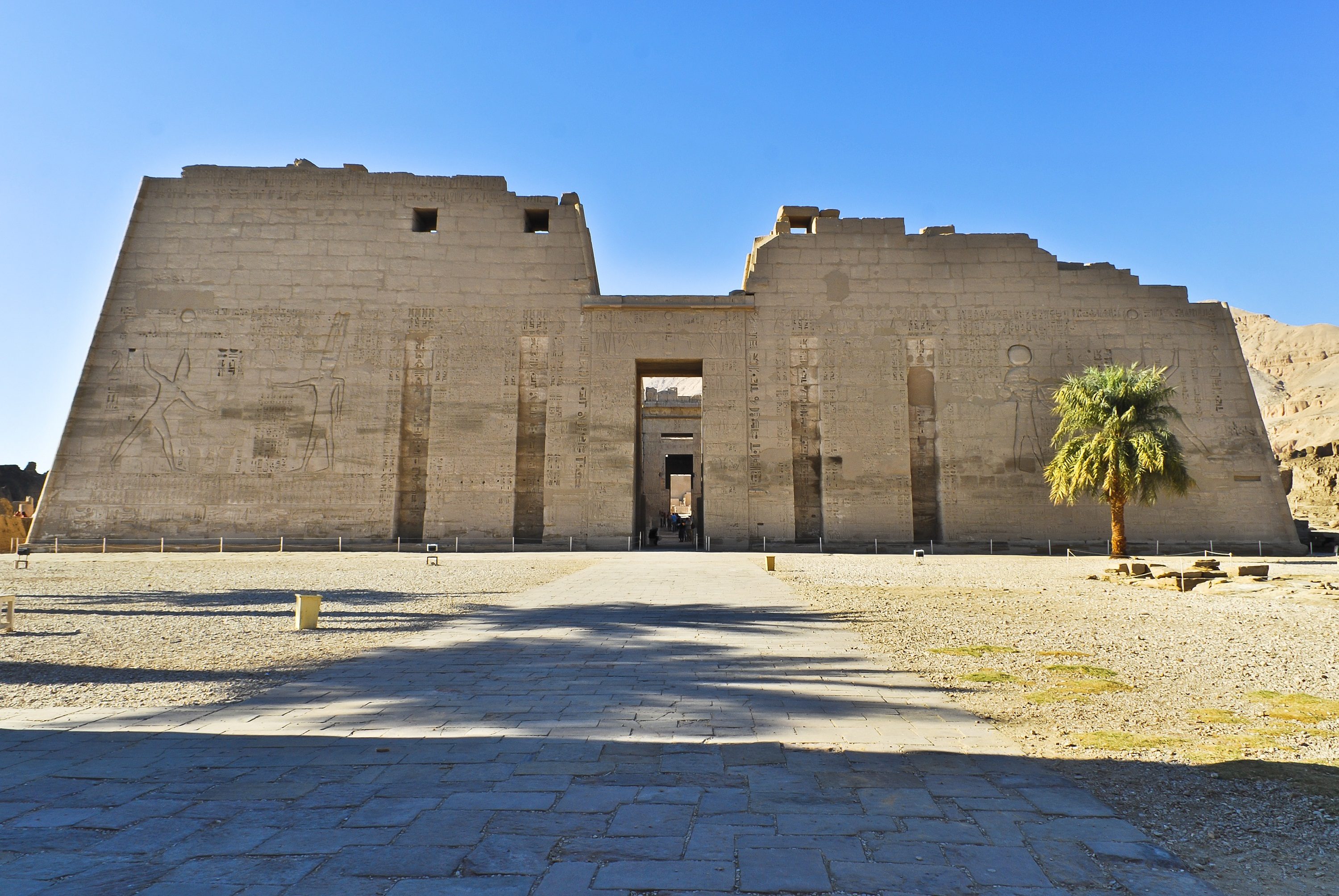
معبد رامسس سوم - اقصر

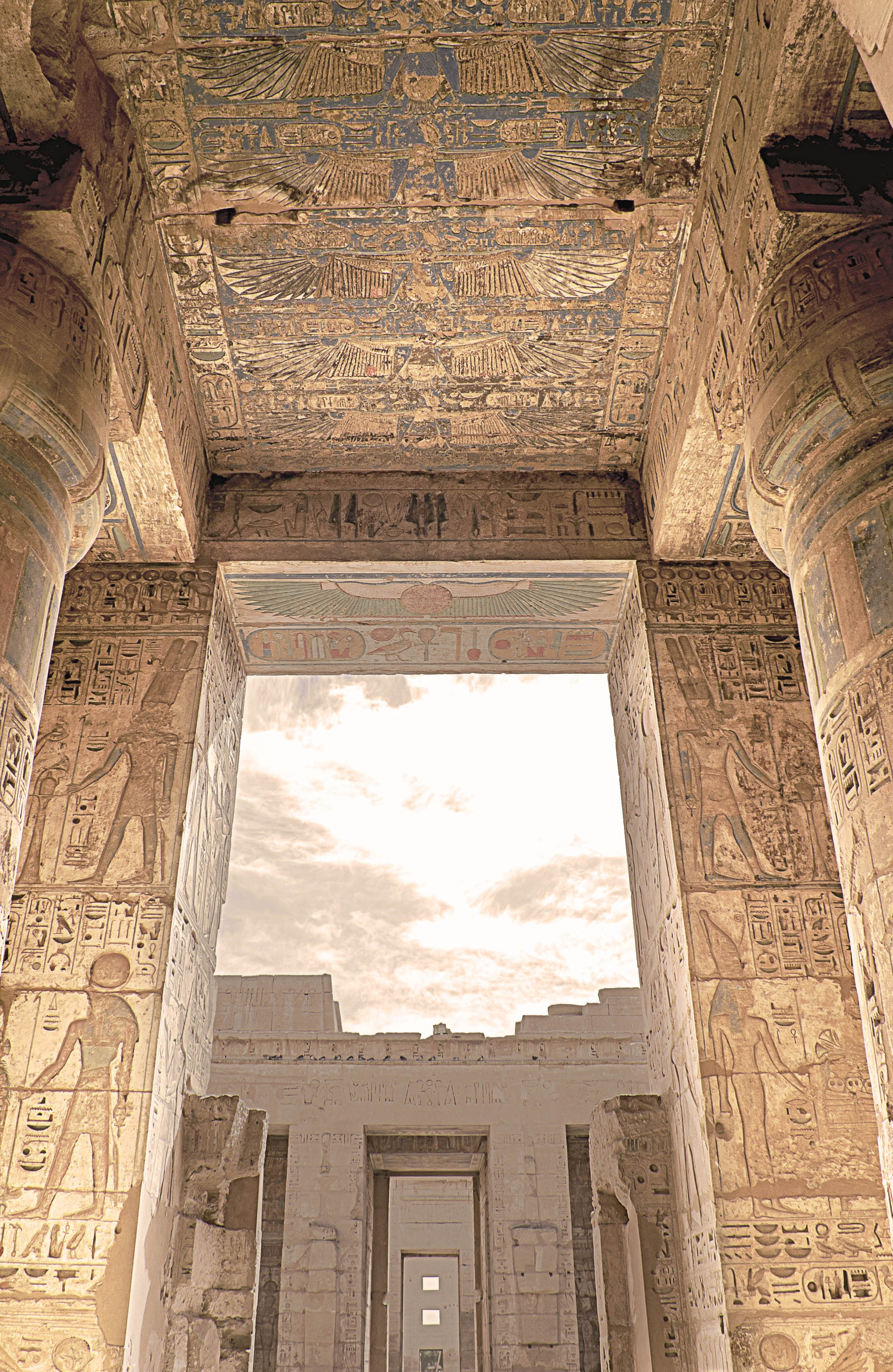
معبد موروثی رامسس سوم

هابو (عربی: مدينة هابو) یک منطقه تاریخی است که در جنوب قبرستان طیبه در کرانه غربی رود نیل واقع شده‌است که شامل تعداد زیادی از آثار تاریخی و مهم می‌باشد. مهمترین اثر تاریخی آن معبد رامسس سوم که بزرگترین معبد ساخته شده توسط خاندان بیستم از فراعنه مصر می‌باشد. محیط این شهر دارای تعداد زیادی قصر و کاخ و معبد است و لیکن مشهورترین آنها بدون شک که بیشترین جاذبه برای کاوش و بررسی را نیز داراست معبد سوگواری مربوط به رامسس سوم است و آن همچنین یکی از معابدی در مصر است که به بهترین وجه حفظ شده و دست نخورده باقیمانده است، این مکان در مصر قدیم به کاخ «چند میلیون ساله برای پادشاه مصر بالا و پایین» در پهنه و گستره آمون در غرب طیبه شناخته می‌شد.

## موقعیت تاریخی
منطقه هابو برای اهالی مصر قدیم از قداست خاصی برخوردار بوده‌است، مردم معتقد بودند که الهه آفریننده خلق هشتم براساس راه و روش و مذهب الاشمونین در این منطقه که معبد در آن قرار دارد فرود آمده‌است. در زبان مصری به این معبد «حت خنمت حح» نیز می‌گویند که شاید به معنی «معبد متحد با ابدیت» باشد، این معبد در دورترین نقطه جنوبی از مجموعه معابد بزرگداشت یاد فراعنه سازنده آنها در لبه صحرا در نزدیکی زمینهای کشاورزی در غرب طیبه قرار دارد، بنظر می‌رسد که رامسس سوم دستور ساختن این معبد را بخاطر این در این نقطه داده‌است که این منطقه دارای تقدس خاصی بوده‌است به دلیل آن چیزهای که در این منطقه از معبدها و ساختمانهایی که به دوره‌های مختلف از دوره دولت و حکومت میانی (وسطی) گرفته تا دوره قبطی‌ها برمی‌گردد وجود دارد.

## نگارخانه

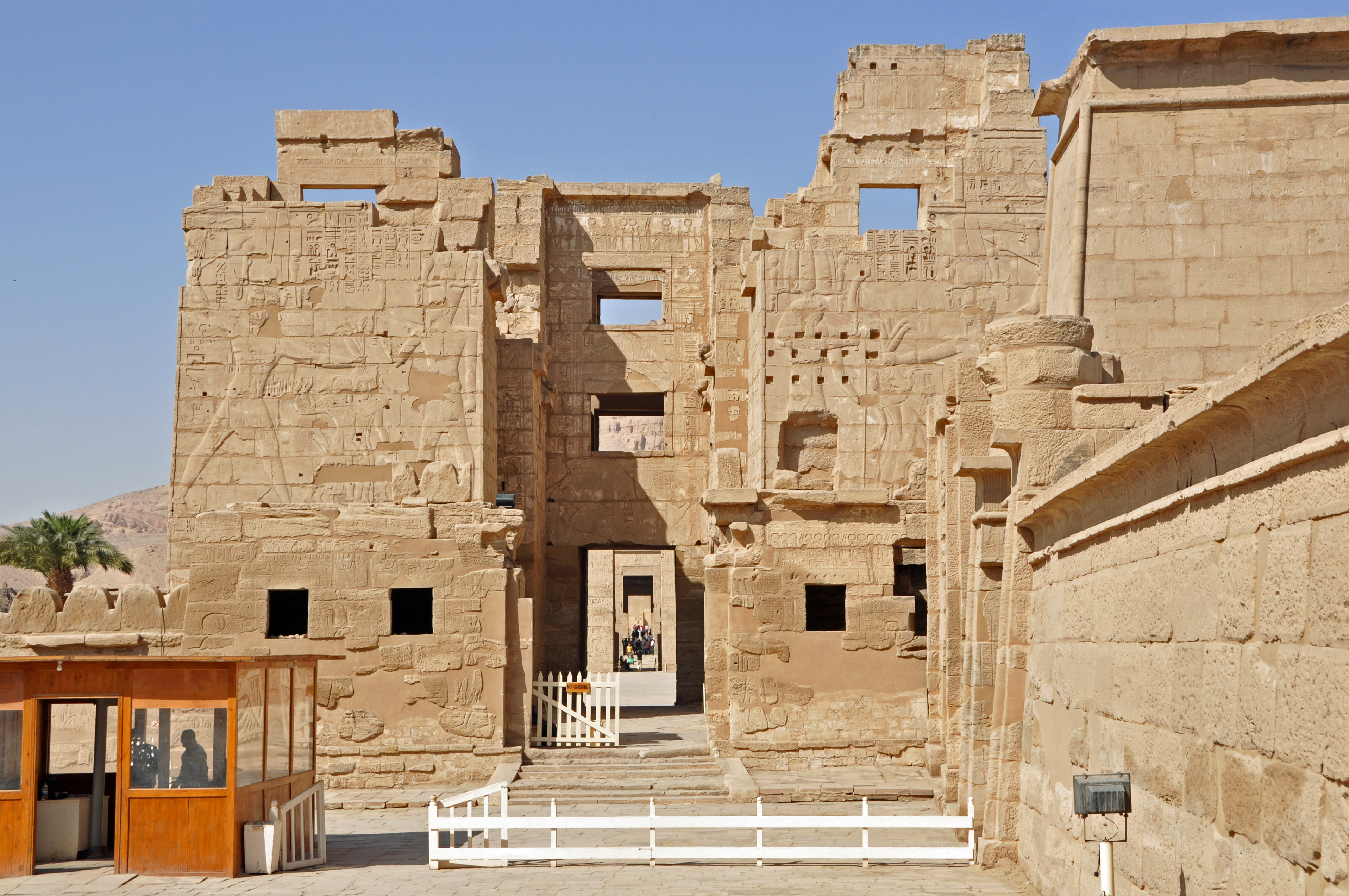
ورود میگدال به شهر هابو
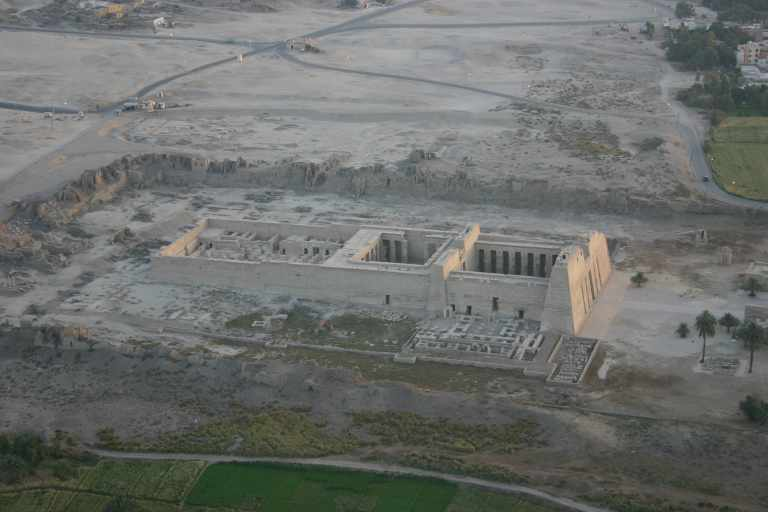
تصویر هوایی شهر هابو
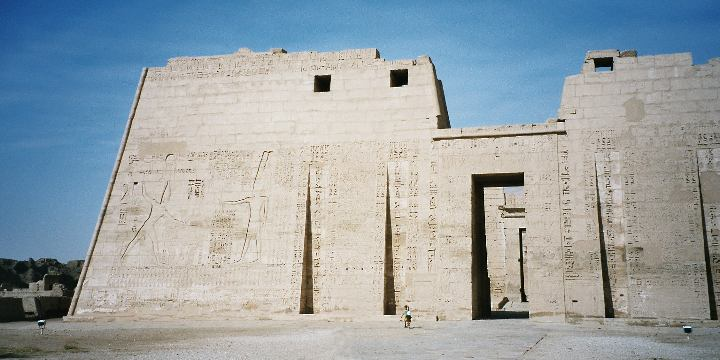
اولین معماری پیلون از معبد رامسس سوم
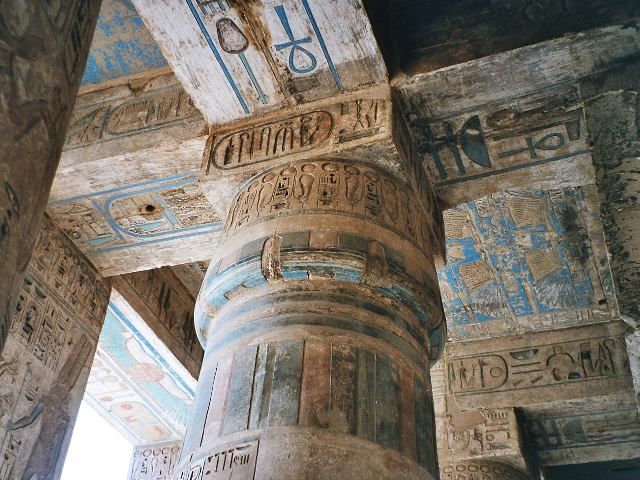
دکوراسیون سقف در سالن پرستایل